# Кобле, Фома Александрович
Фома Александрович Кобле (Томас Кобли; англ. Thomas Cobley; 1761—1833) — русский военный и государственный деятель английского происхождения, генерал-лейтенант императорской армии, градоначальник Одессы (1814—1815).

## Биография
Томас Кобли родился в Шотландии в 1761 году. В 1780-е годы его отец занимал должность британского консула в Ливорно. Там его сестра Генриетта познакомилась с обеспеченным русским морским офицером (в дальнейшем — адмиралом и сенатором) Н. С. Мордвиновым и вышла за него замуж. По всей видимости, её брат Томас поступил на русскую службу непосредственно после брака своей сестры. В России стал известен, как Фома Александрович Кобле, тогда как его сестра обычно именовалась Генриетта Александровна Мордвинова, урождённая Коблей.
Предположительно в 1783 году поступил на военную службу в царскую армию, участвовал в войне с Османской империей, получил чин секунд-майора и стал адъютантом командира Бугского егерского корпуса Михаила Кутузова. В 1792 году был повышен в чине до подполковника и назначен комендантом Царицына. 31 марта того же года «за оказанную при взятии приступом крепости Измаила» удостоен ордена Святого Георгия IV степени № 918 (492). Кроме того, ему были дарованы двенадцать десятин земли на левом берегу Тилигульского лимана (ныне территория Одесской и Николаевской областей Украины).
В 1792 году Фома Александрович Кобле был произведён в чин генерал-майора императорской армии и стал шефом Ладожского пехотного полка. В 1801 году стал комендантом Одессы, также занимал выборную должность предводителя дворянства в Херсонской губернии и Одессе. Кроме того, Фомой Кобле были основаны сёла Коблевка и Малая Коблевка, в которых разрешал селиться бежавшим крестьянам и козакам, оставившим службу. Позже сёла, основанные Фомой Кобле, стали центрами виноделия.
В 1812 году с целью защитить Одессу от эпидемии чумы Кобле вместе с градоначальником Арманом Ришелье, закрыли город на карантин. В 1814 году Кобле сменил графа Ришелье на посту градоначальника Одессы. Занимал этот пост около года. в 1819 году был отправлен в отставку в чине генерал-лейтенанта. Скончался в 1833 году.